# Faro de Tiritiri Matangi
El Faro de Tiritiri Matangi (en inglés: Tiritiri Matangi Lighthouse) es un faro en Tiritiri Matangi, una isla en el Golfo de Hauraki 28 km al norte de Auckland en la Isla Norte de Nueva Zelanda. Es propiedad y está operado por Maritime New Zealand. Es considerado como el complejo de un faro mejor conservado en el país,  y es el faro más antiguo de Nueva Zelanda todavía en funcionamiento. Además una vez fue el faro más potente en el hemisferio sur. Construido en 1864 de hierro fundido, su luz se enciendió primero el 1 de enero de 1865. La luz se automatizó por primera vez en 1925 y se utilizó un acetileno de luz giratoria. Guardianes regresaron al faro en 1947 y permaneció tripulado hasta 1984 cuando fue totalmente automatizado.